# Jef Nys

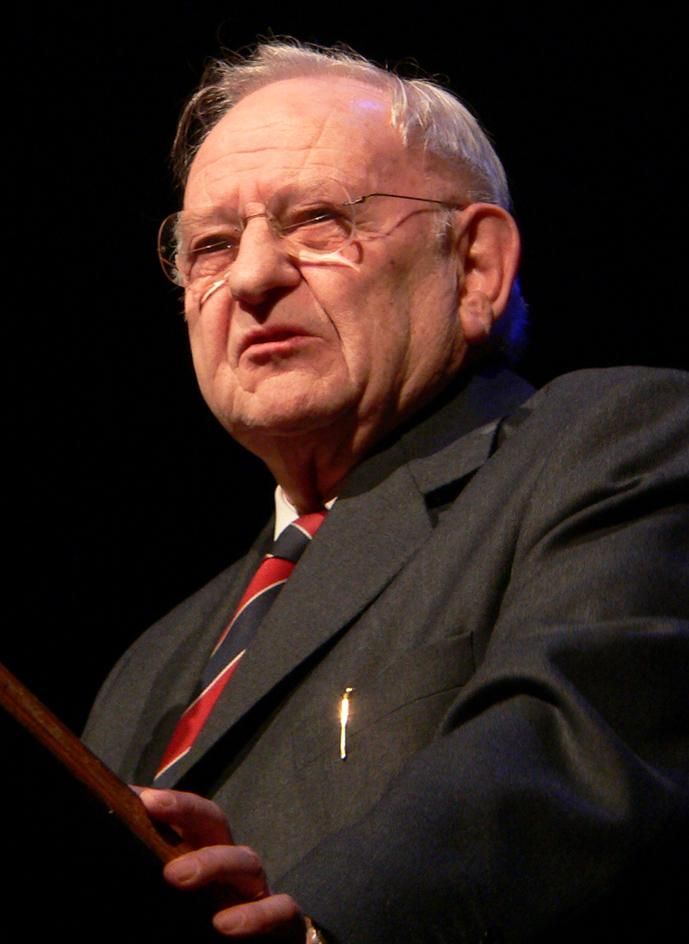
Jef Nys im Jahr 2005

Jef Nys (* 30. Januar 1927 in Berchem, Belgien; † 20. Oktober 2009 in Wilrijk, Belgien) war ein belgischer Comiczeichner und -autor. Bekannt wurde er durch seine Comicreihe Jommeke, die im deutschsprachigen Raum zunächst unter dem Titel Peter und Alexander vertrieben wurde.
Der im Antwerpener Stadtteil Berchem geborene Nys studierte zunächst Kunst an der Königlichen Akademie der Schönen Künste in Antwerpen und arbeitete von 1946 bis 1954 als Cartoonist, Karikaturist und Comiczeichner bei der satirischen Wochenzeitung  't Pallieterke, zu der er über einen Wettbewerb gelangt war. In der katholischen Wochenzeitung Kerk en Leven, für die er in der Folgezeit mehrere biographische Comics schuf, veröffentlichte Nys 1955 sein erstes Jommeke-Abenteuer, dem etliche weitere, auch in anderen Zeitungen wie  't Kapoentje und  Het Volk, folgen sollten. Im Laufe der Jahre wurden von Nys diverse Assistenten zur Unterstützung bei dessen umfangreicher Produktion – allein von Jommeke wurden bislang über 270 Alben veröffentlicht – beschäftigt. Im Jahr 2005 wurde Nys auf dem Comicfestival im belgischen Turnhout mit dem Goldenen Adhemar für sein Gesamtwerk ausgezeichnet.